# Mathias Henrikson
Mathias Henrikson (16 de mayo de 1940 - 7 de julio de 2005) fue un actor de nacionalidad sueca. 

## Biografía
Su nombre completo era Claes Anders Mattias Henrikson, y nació en Estocolmo, Suecia, siendo sus padres Anders Henrikson y Aino Taube. Era sobrino de Ella Henrikson y nieto de Mathias Taube y Ella Taube. Henrikson hizo algo de teatro mientras cursaba estudios de secundaria. Después se formó en la escuela de teatro de Gösta Terserus y debutó en el Studentteatern en 1960 con la pieza Alla skomakares dag. Entró en la escuela del Teatro Dramaten en 1961, y actuó en dicho centro entre 1964 y 1997, así como entre 1999 y 2000. En los años 1990 fue también actor del Maximteatern.
Actuó por vez primera en el cine en 1963 con la película de Göran Gentele En vacker dag. Tuvo una notable actuación el año siguiente, cuando protagonizó el film de Gunnar Höglund Kungsleden. Encarnó en muchas ocasiones a personajes dotados de autoridad, como fue el caso de un abogado en Kopplingen (1991), un ministro en Läckan (1994) y Du bestämmer (1995), y director en la serie televisiva Pip-Larssons (1998). También tuvo un papel recurrente en la serie Varuhuset (1988–1989), y dio voz al programa infantil Professor Balthazar.
En 1964 Henrikson recibió de la asociación Teaterförbundet la beca Daniel Engdahl, y en 1985 la beca De Wahl.
Mathias Henrikson falleció en el año 2005 en Estocolmo a causa de un infarto agudo de miocardio. Fue enterrado en el Cementerio Norra begravningsplatsen de dicha ciudad.

## Filmografía
- 1963 : En vacker dag
- 1964 : Kungsleden
- 1967 : Astérix el Galo
- 1967 : Den onda cirkeln
- 1968 : Astérix y Cleopatra
- 1968 : En dåres dagbok (corto)
- 1969 : Fem på nya äventyr
- 1970 : Körsbärsträdgården
- 1970 : Röda rummet (TV)
- 1971 : Änkeman Jarl
- 1973 : Din stund på jorden (TV)
- 1973 : Charlotte's Web
- 1975 : Monismanien 1995
- 1976 : Las doce pruebas de Astérix
- 1976 : Resan till julstjärnan
- 1976 : El caballito jorobado
- 1977 : Victor Frankenstein
- 1978 : La Ballade des Dalton
- 1980 : Ett drömspel
- 1980 : Kärleken
- 1980 : Mördare! Mördare!
- 1983 : Lucky Luke (TV)
- 1983 : Den tredje lyckan (TV)
- 1984 : Samson och Sally
- 1985 : August Strindberg ett liv
- 1986 : I lagens namn
- 1986 : Sammansvärjningen (TV)
- 1987 : Hip hip hurra!
- 1987 : Mälarpirater
- 1988 : Behöriga äga ej tillträde (TV)
- 1988 : Varuhuset (TV)
- 1990 : Apelsinmannen (TV)
- 1990 : Raoul Wallenberg – fånge i Sovjet (TV)
- 1991 : Kopplingen (TV)
- 1992 : Hassel – Svarta banken (TV)
- 1992 : Vennerman & Winge (TV)
- 1993 : Rederiet (TV)
- 1993 : Snoken (TV)
- 1994 : Fritänkaren – filmen om Strindberg
- 1994 : Läckan (TV)
- 1994 : Zorn
- 1995 : Du bestämmer (TV)
- 1997 : Sjukan (TV)
- 1998 : Sista kontraktet
- 1998 : Pip-Larssons (TV)
- 1998 : Tre Kronor (TV)
- 1999 : C/o Segemyhr (TV)
- 1999 : Ett litet rött paket (TV)
- 2001 : Familjehemligheter
- 2001 : Gustav III:s äktenskap (TV)
- 2001 : Undercover Kitty
- 2002 : Drengen der ville gøre det umulige
- 2005 : Kvalster (TV)

## Teatro
- 1965 : Yvonne, prinsessa av Bourgogne, de Witold Gombrowicz, dirección de Alf Sjöberg, Dramaten
- 1967 : El sueño de una noche de verano, de William Shakespeare, dirección de Donya Feuer, Parkteatern[4] y Dramaten
- 1971 : Modern, de Stanislaw Ignacy Witkiewicz, dirección de Alf Sjöberg, Dramaten
- 1972 : Tartufo, de Molière, dirección de Mimi Pollak, Dramaten
- 1977 : Gud bevare omgivningen när en människa får en idé, de Stig Ossian Ericson, dirección de Per Sjöstrand, Dramaten
- 1979 : Kollontaj, de Agneta Pleijel, dirección de Alf Sjöberg, Dramaten
- 1988 : Mästaren och Margarita, de Mijaíl Bulgákov, dirección de Jurij Ljubimov, Dramaten
- 1995 : Dubbeltrubbel, de Marc Camoletti, dirección de Lars Amble, Vasateatern[5]
- 1996 : Rakt ner i fickan, de Michael Cooney, dirección de Lars Amble, Maximteatern[6]
- 1998 : Pengarna eller livet, de Ray Cooney, dirección de Lars Amble, Maximteatern[7]
- 1999 : Markurells i Wadköping, de Hjalmar Bergman, dirección de Peter Dalle, Dramaten